# Emanuele
Emanuele (pronuncia /emanu'ɛle/, ) è un nome proprio di persona italiano maschile.

## Varianti
- Maschili: Manuele[1][2]
  - Ipocoristici: Manuel[1], Manu, Lele
  - Alterati: Manolo
- Femminili: Emanuela

### Varianti in altre lingue
- Arabo: عِمَّانُوئِيلَ (ʼEmmanouīl)
- Basco: Imanol[1]
- Catalano: Manel[1]
- Ceco: Emanuel
- Croato: Emanuel[1]
- Danese: Emanuel[1]
- Ebraico: עִמָּנוּאֵל (ʼImmanuʻel)[1]
- Francese: Emmanuel, Manuel[1]
- Greco biblico: Εμμανουηλ (Emmanouel)[1]
- Greco bizantino: Μανουηλ (Manouel, Manuel)[1]
- Greco moderno: Εμμανουηλ (Emmanouīl)[1]
- Inglese: Emmanuel[1], Immanuel[1], Manuel[1]
  - Ipocoristici: Manny[1]
- Islandese: Emmanúel
- Latino: Emmanuhel[1]
- Ligure: Manoælo[3]
  - Ipocoristici: Manoælin
- Lituano: Emanuelis
- Norvegese: Emanuel[1]
- Olandese: Emmanuel, Manuel
- Polacco: Emanuel
- Portoghese: Manuel[1]
  - Alterati: Manuelinho
  - Ipocoristici: Nelinho[1]
- Portoghese brasiliano: Manoel[1]
- Rumeno: Emanuel[1]
  - Ipocoristici: Manuel[1]
- Russo: Иммануил (Immanuil)
- Spagnolo: Manuel[1]
  - Alterati: Manuelito, Manolo[1]
  - Ipocoristici: Manu[1]
- Svedese: Emanuel[1]
- Tedesco: Emanuel[1], Immanuel[1]
  - Ipocoristici: Manuel[1]
- Ungherese: Emánuel[1]
  - Ipocoristici: Manó

## Origine e diffusione
Deriva dal nome ebraico עִמָּנוּאֵל (ʼImmanuʻel), che significa "Yahweh è con noi", nome utilizzato dal profeta Isaia per indicare il Messia e per questo ripreso nel Vangelo di Matteo come appellativo di Gesù. La versione originale del nome, Emmanuel, è menzionata per la prima volta nella Bibbia dal profeta Isaia (7:14 e 8:8) durante il regno di Acaz (761-746 a.C.). In Matteo 1:23, l'unica altra volta che ricorre, Emmanuele è un nome o titolo attribuito a Cristo il Messia.
Nei paesi di lingua inglese il nome era in uso, seppur scarsamente, fin dal XVI secolo, nelle forme Emmanuel e Immanuel. Il nome è assai più comune nella penisola iberica, dov'è usato sin dal XIII secolo; vi venne portato forse dai bizantini (che lo usavano nella forma Μανουηλ, Manouel), probabilmente tramite connessioni fra le famiglie reali. In spagnolo e portoghese, il nome è presente nelle forme Manuel e Manoel, che nei tempi moderni si sono integrate e sono divenute di uso comune anche in italiano e diverse altre lingue (dove, però, "Manuel" e "Manuele" fungono anche da ipocoristici del nome).

## Onomastico
L'onomastico viene generalmente festeggiato il 26 marzo in memoria di sant'Emanuele martire con san Teodosio e Quadrato in Anatolia; per la variante Manuele si può festeggiare invece il 17 giugno, in ricordo di san Manuele, martire con Ismaele e Sabele in Calcedonia. Si ricordano svariati altri santi con questo nome, commemorati nei giorni seguenti:
- 27 febbraio, beato Emanuele di Cremona, vescovo[10]
- 29 marzo, beato Emanuele de Alburquerque, cavaliere mercedario[10]
- 21 maggio, sant'Emanuele, martire a Roma[4]
- 21 maggio, beato Emanuele Gomez Gonzalez, martire con Adilio Daronch in Brasile[10]
- 10 luglio, san Manuel Ruiz López, superiore della comunità e martire[4]
- 13 luglio, sant'Emanuele Le Van Phung, padre di famiglia e martire in Vietnam[10]
- 15 agosto, sant'Emanuele Morales, martire a Chalchihuites[10]
- 30 agosto, beato Emanuele Medina Olmos, vescovo e martire ad Almería[10]
- 17 settembre, sant'Emanuele Nguyen Van Trieu, sacerdote e martire a Huế[10]
- 1º novembre, beato Emanuele Domingo y Sol[4]
- 6 novembre, beato Emanuele della Sacra Famiglia, restauratore dei gerolamini e martire

## Persone

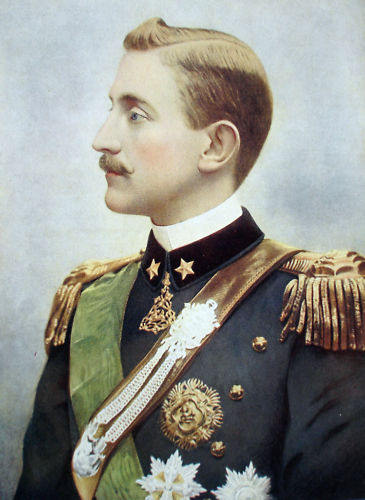
Emanuele Filiberto di Savoia-Aosta

- Emanuele Filiberto I di Savoia, duca di Savoia, principe di Piemonte e conte d'Aosta, Moriana e Nizza
- Emanuele Filiberto di Savoia-Aosta, membro di Casa Savoia e generale italiano
- Emanuele Barbella, compositore, violinista e insegnante italiano
- Emanuele Fenzi, banchiere, imprenditore e politico italiano
- Emanuele Giaccherini, calciatore italiano
- Emanuele Krakamp, compositore e flautista italiano
- Emanuele Luzzati, scenografo, animatore e illustratore italiano
- Emanuele Ne Vunda, ambasciatore congolese
- Emanuele Notarbartolo, politico italiano
- Emanuele Pirro, pilota automobilistico italiano
- Emanuele Repetti, geografo, storico e naturalista italiano
- Emanuele Ruspoli, politico e ingegnere italiano
- Emanuele Severino, filosofo italiano

### Variante Emmanuele

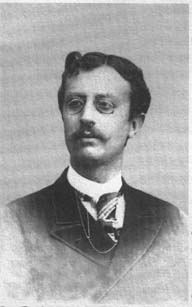
Emmanuele Gianturco

- Emmanuele Borgatta, pianista e compositore italiano
- Emmanuele Antonio Cicogna, erudito veneziano
- Emmanuele De Gregorio, cardinale italiano
- Emmanuele di Anhalt-Köthen, Principe di Anhalt-Köthen
- Emmanuele Lebrecht di Anhalt-Köthen, Principe di Anhalt-Köthen
- Emmanuele Gianturco, giurista e politico italiano
- Emmanuele Milano, giornalista e dirigente d'azienda italiano

### Variante Emanuel

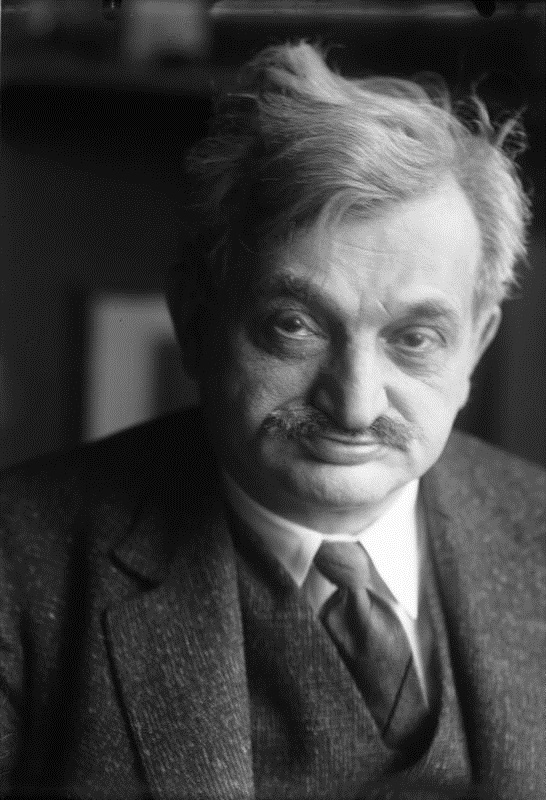
Emanuel Lasker

- Emanuel Bowen, cartografo, editore e incisore britannico
- Emanuel Cleaver, politico e religioso statunitense
- Emanuel Felke, medico e pastore evangelico tedesco
- Emanuel Ginóbili, cestista argentino naturalizzato italiano
- Emanuel Lasker, scacchista e matematico tedesco
- Emanuel Mori, politico micronesiano
- Emanuel Schiffers, scacchista russo
- Emanuel Schikaneder, attore, basso e librettista tedesco
- Emanuel Swedenborg, scienziato, filosofo, mistico, medium e chiaroveggente svedese

### Variante Emmanuel

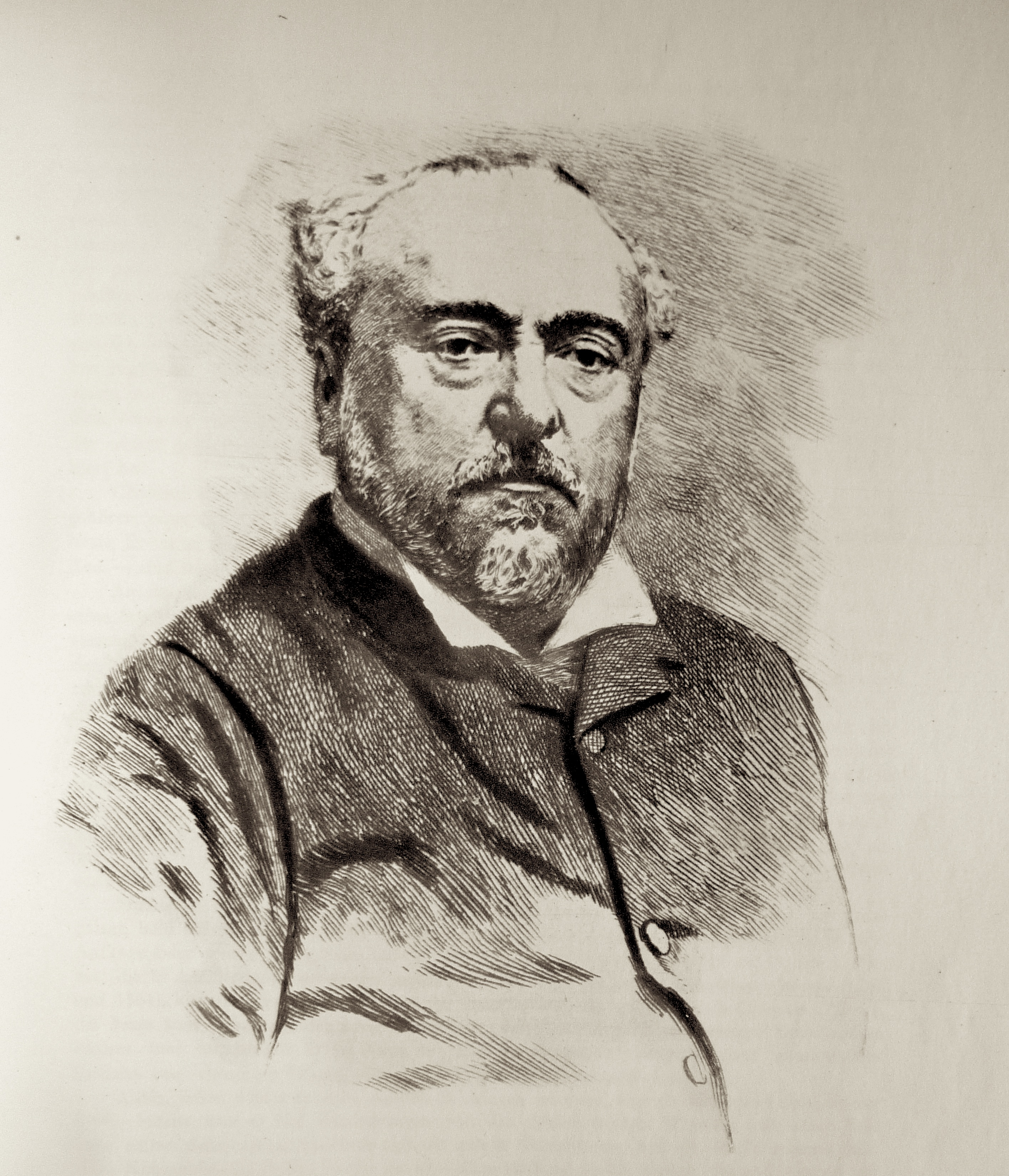
Emmanuel Chabrier

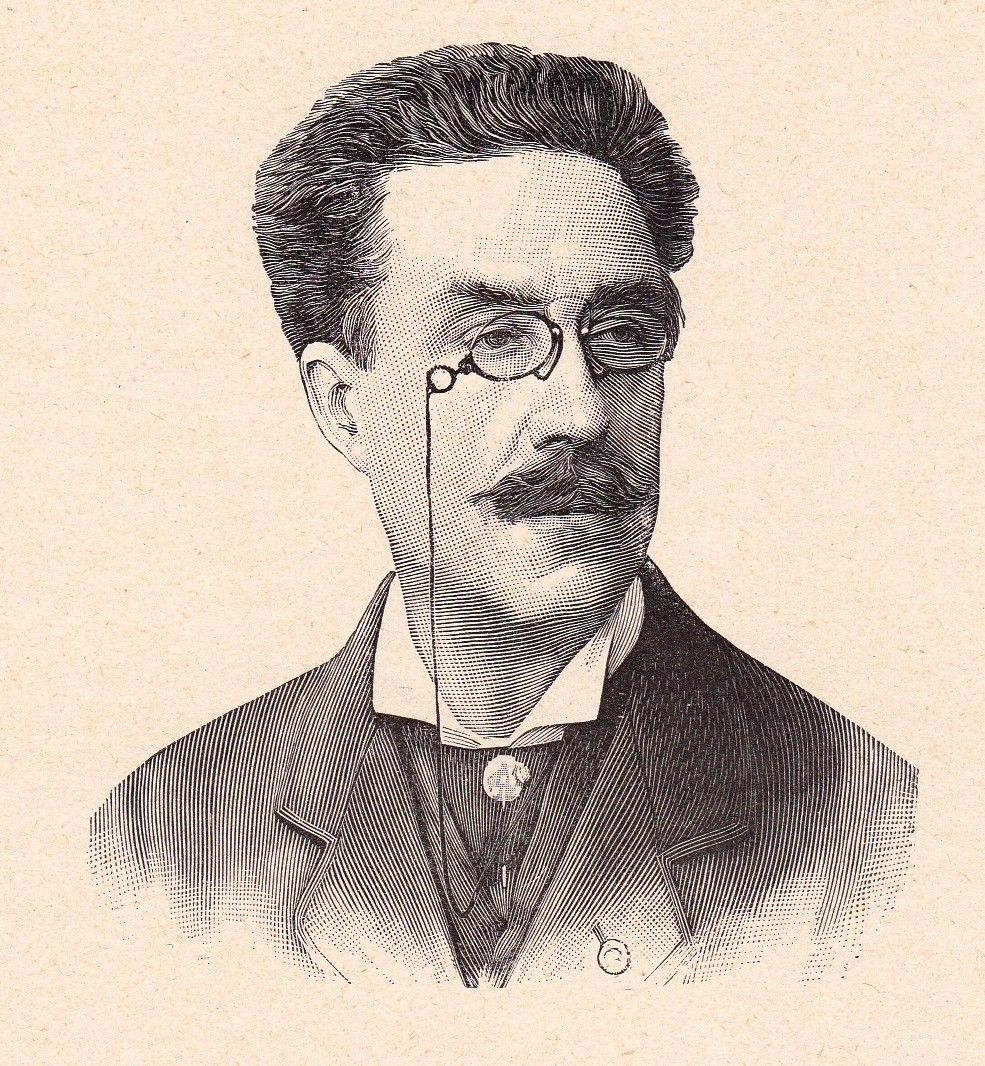
Emmanuel Fremiet

- Emmanuel Adebayor, calciatore togolese
- Emmanuel Chabrier, compositore francese
- Emmanuel Emenike, calciatore nigeriano
- Emmanuel de Grouchy, generale francese
- Emmanuel de Las Cases, funzionario e storico francese
- Emmanuel Théodose de La Tour d'Auvergne, cardinale francese
- Emmanuel de Launay, politico e agente ed autore di pamphlet francese
- Emmanuel de Wimpffen, generale francese
- Emmanuel Eboué, calciatore ivoriano
- Emmanuel Fremiet, scultore francese
- Emmanuel Macron, funzionario e politico francese
- Emmanuel Lévinas, filosofo francese
- Emmanuel Milingo, vescovo zambiano
- Emmanuel Rivière, calciatore francese
- Éric-Emmanuel Schmitt, drammaturgo e scrittore francese
- Emmanuel Joseph Sieyès, abate e politico francese
- Emmanuel Todd, storico, sociologo e antropologo francese

### Variante Emmanouil

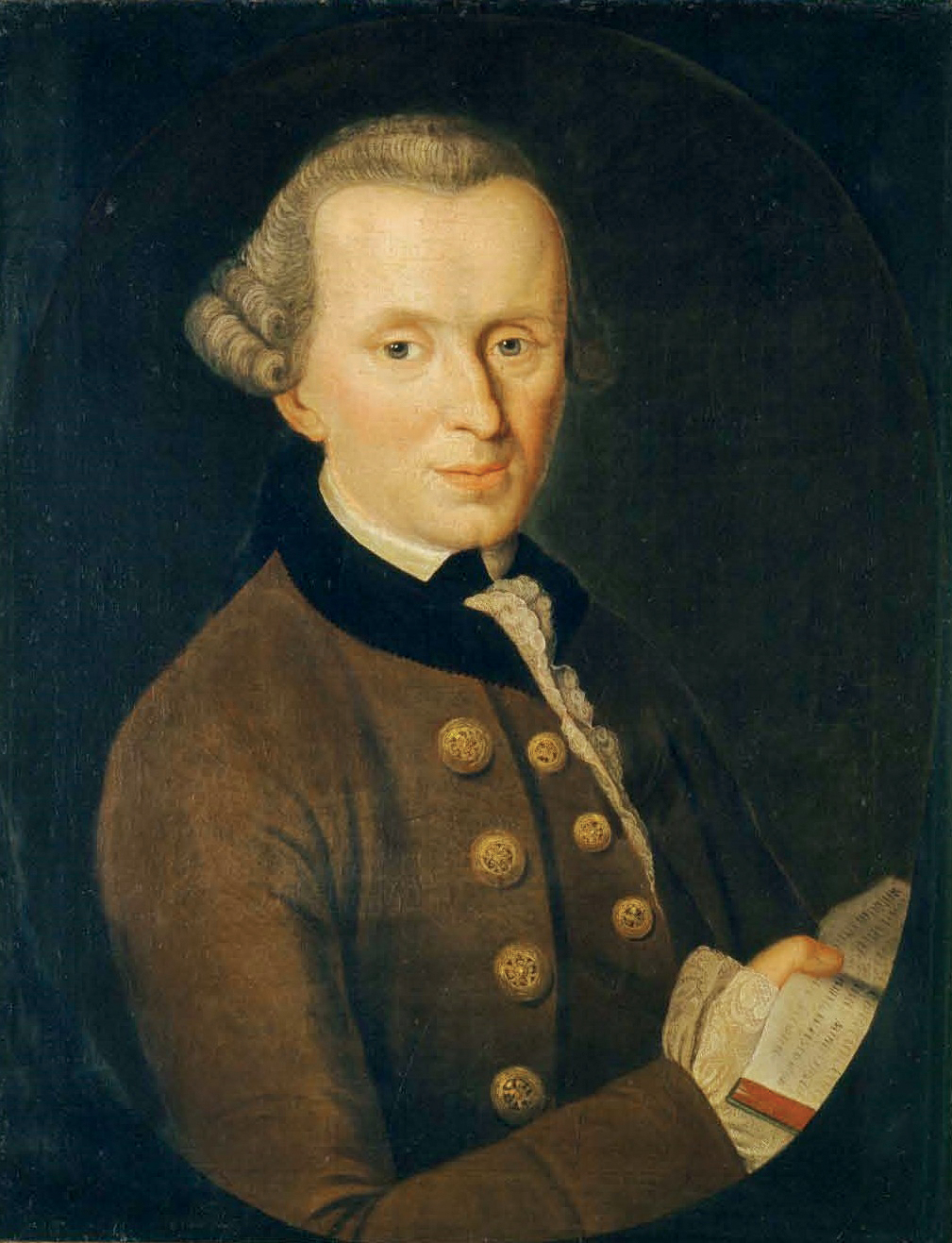
Immanuel Kant

- Emmanouil Mylonakis, pallanuotista greco
- Emmanouil Roidis, scrittore greco
- Emmanouil Tsouderos, politico greco

### Variante Immanuel
- August Immanuel Bekker, filologo classico e grecista tedesco
- Immanuel Casto, musicista italiano
- Immanuel Kant, filosofo tedesco
- Immanuel McElroy, cestista statunitense
- Immanuel Romano, poeta italiano
- Immanuel Wallerstein, sociologo ed economista statunitense

### Variante Imanol

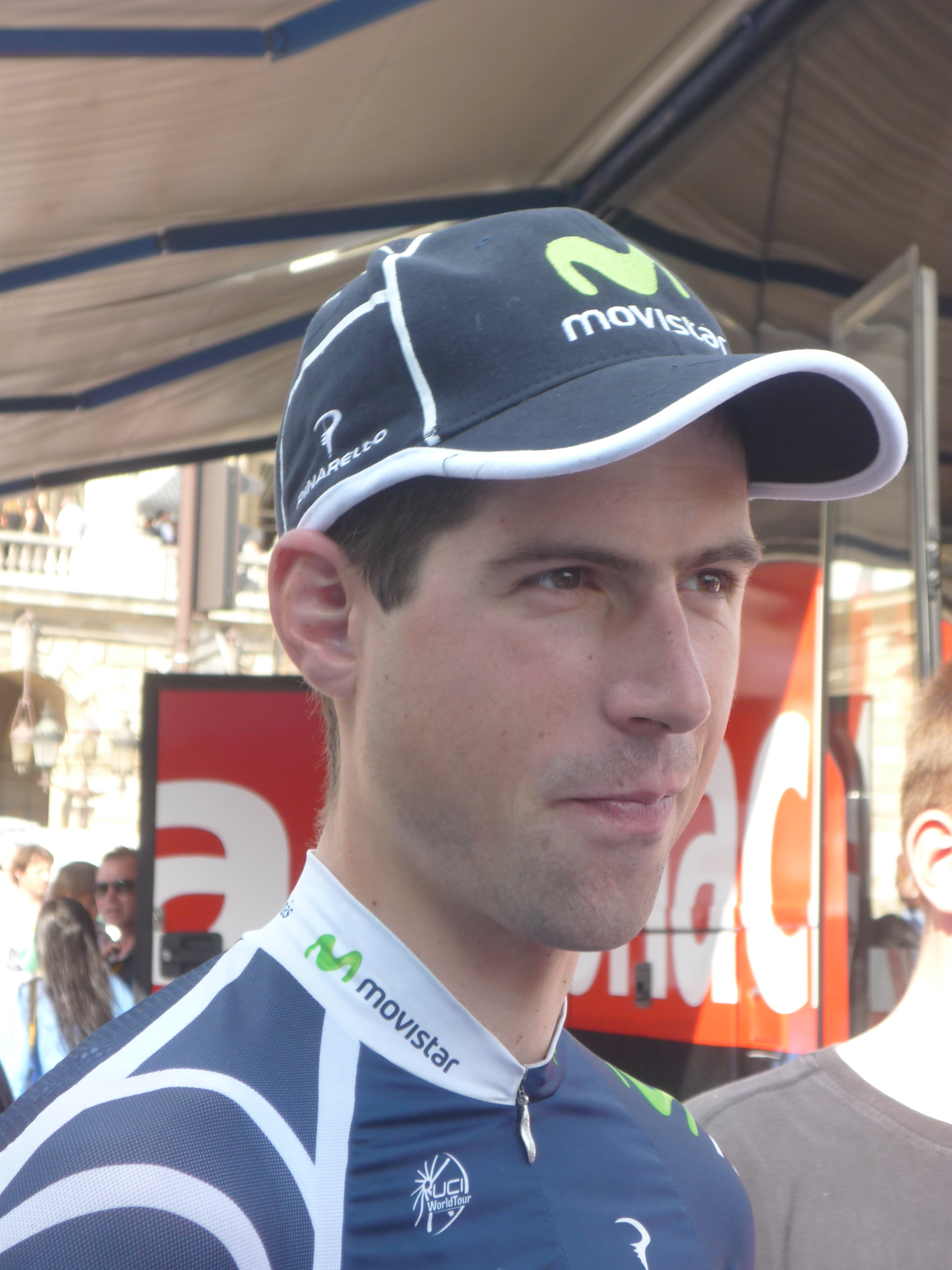
Imanol Erviti

- Imanol Agirretxe, calciatore spagnolo
- Imanol Erviti, ciclista su strada spagnolo
- Imanol Etxeberria, calciatore spagnolo
- Imanol Harinordoquy, rugbista a 15 francese
- Imanol Landeta, attore e cantante messicano

### Variante Manuele
- Manuele, santo persiano

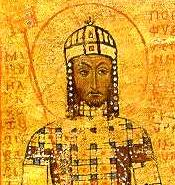
Manuele I Comneno

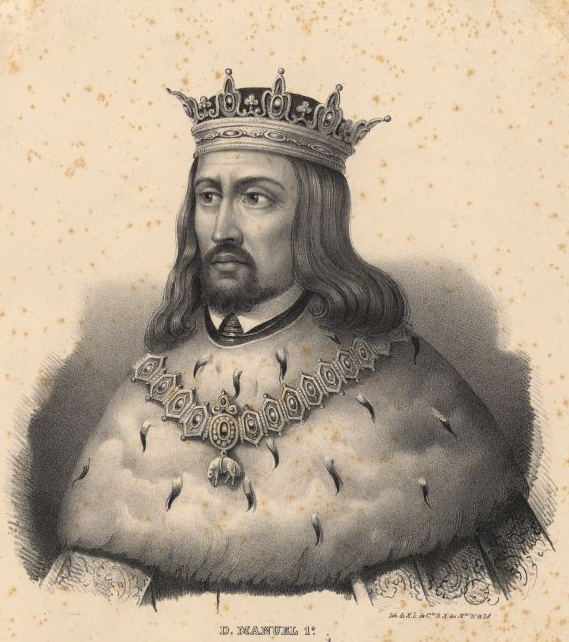
Manuele I del Portogallo

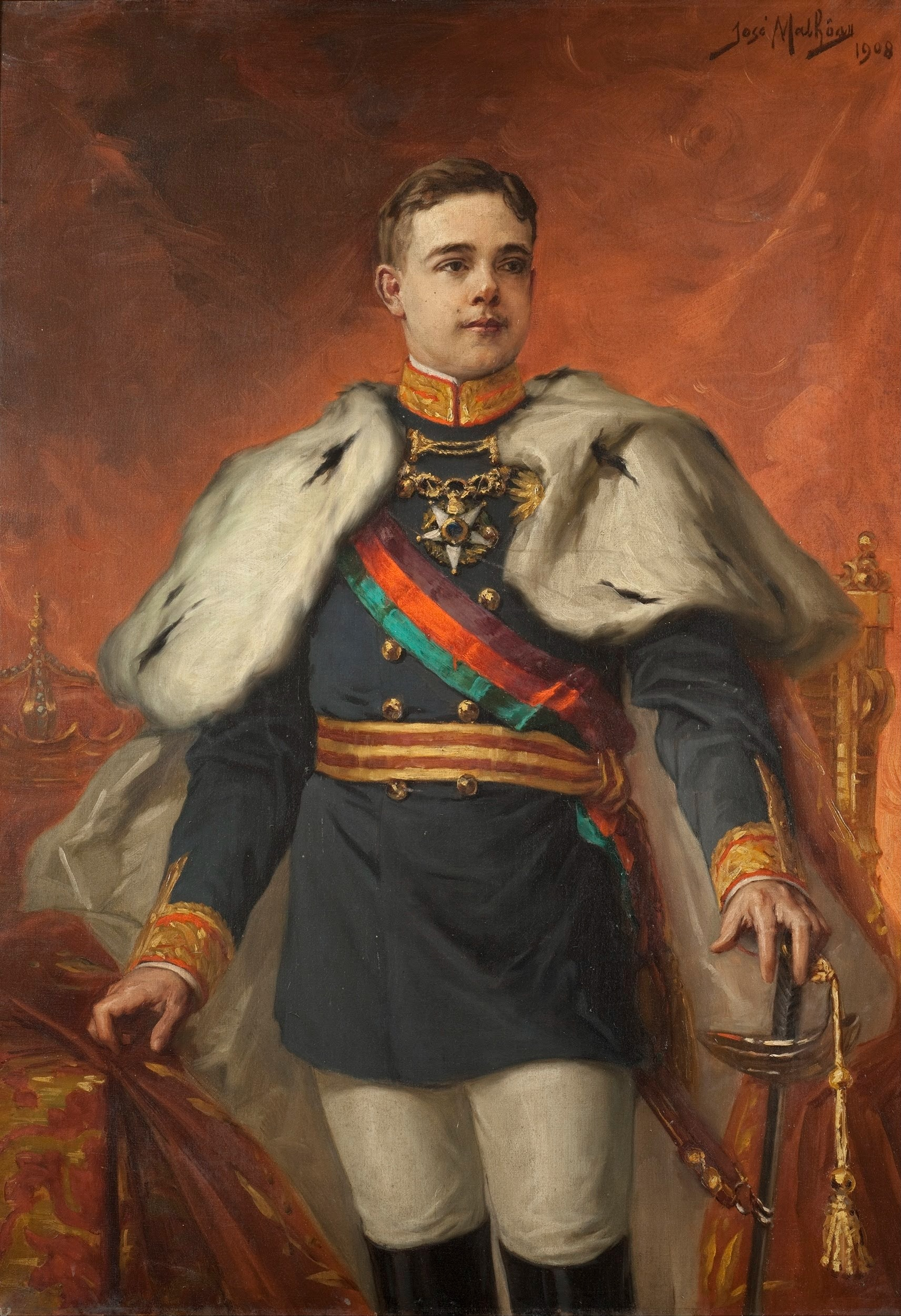
Manuele II del Portogallo

- Manuele I Comneno o Manuele I Comneno, imperatore bizantino
- Manuele II Paleologo o Manuele II Paleologo, imperatore bizantino
- Manuele Giuseppe di Braganza, settimo figlio di Pietro II del Portogallo e di sua moglie Maria Sofia del Palatinato-Neuburg
- Manuele I del Portogallo di Aviz, detto l'Avventuroso o il Fortunato, quattordicesimo re del Portogallo e dell'Algarve
- Manuele II del Portogallo di Braganza, trentaquattresimo e ultimo re del Portogallo e dell'Algarve
- Manuele II di Trebisonda, imperatore di Trebisonda
- Manuele III di Trebisonda, imperatore di Trebisonda
- Manuele Blasi, calciatore italiano
- Manuele Camytzes, generale bizantino
- Manuele Cantacuzeno, despota della Morea e pretendente del principato d'Acaia
- Manuele Cantacuzeno, membro della famiglia dei Cantacuzeni
- Manuele Cantacuzeno, usurpatore bizantino
- Manuele I Caritopulo, vescovo bizantino
- Manuele Cecconello, fotografo e regista italiano
- Manuele Comneno, nobile bizantino
- Manuele Comneno Erotico, generale bizantino
- Manuele Cricca, pallavolista italiano
- Manuele di Castiglia, principe castigliano
- Manuele File, poeta bizantino
- Manuele Fior, autore di fumetti e illustratore italiano
- Manuele Guzzo, calciatore italiano
- Manuele Labate, attore italiano
- Manuele Maurozome, generale bizantino
- Manuele Mori, ciclista su strada italiano
- Manuele Moscopulo, scrittore e grammatico bizantino
- Manuele Pepe, cantautore italiano
- Manuele Ravellino, pallavolista italiano

### Variante Manuel

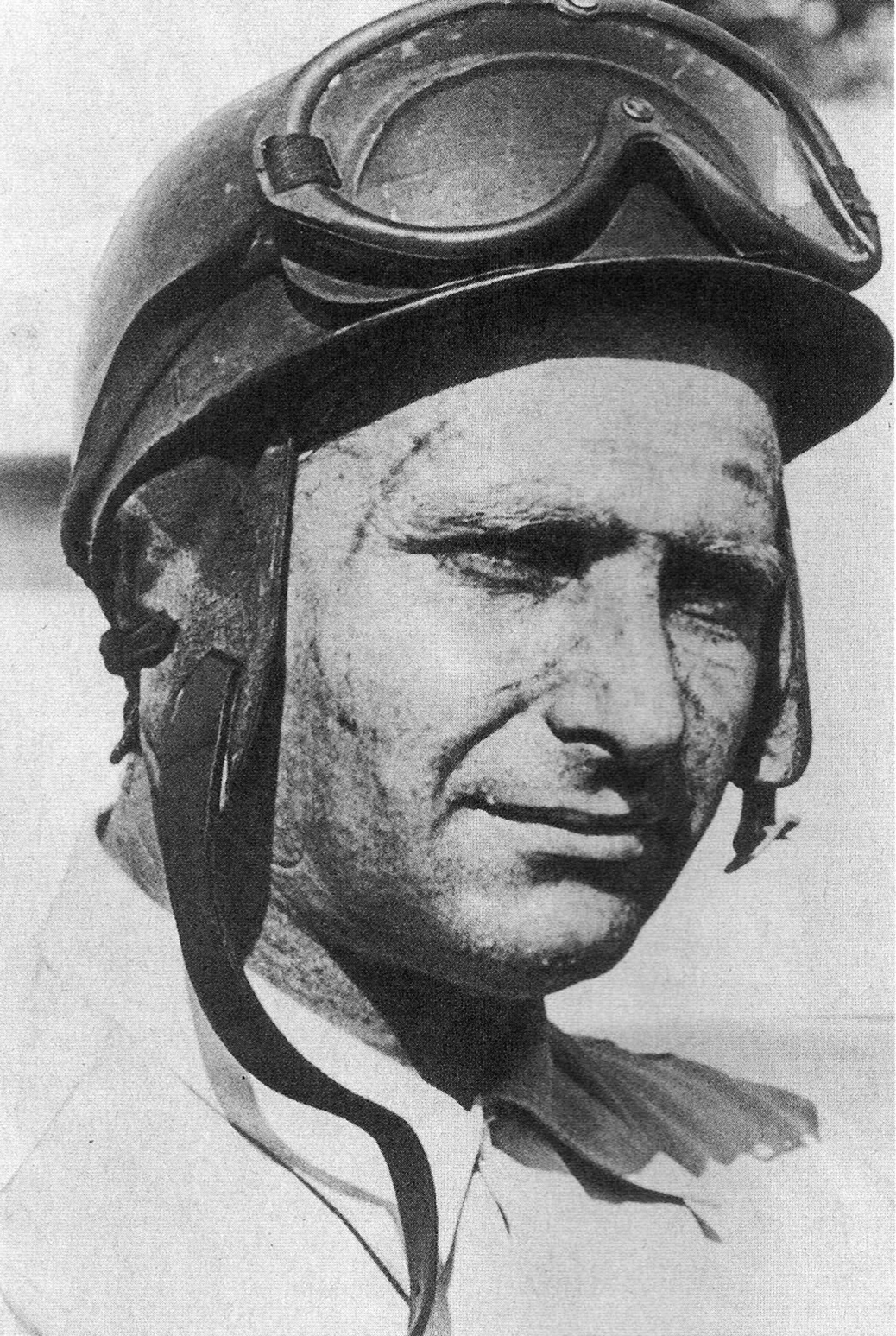
Juan Manuel Fangio

- Manuel Agnelli, musicista, scrittore e produttore discografico italiano
- Manuel Belletti, ciclista su strada italiano
- Manuel Beltrán, ciclista su strada e biker spagnolo
- Manuel Blanc, attore francese
- Manuel de Falla, compositore spagnolo
- Manuel De Peppe, cantante e attore italiano
- Manuel De Sica, compositore italiano
- Manuel del Cabral, poeta, scrittore e diplomatico dominicano
- Juan Manuel Fangio, pilota automobilistico argentino
- Manuel Giandonato, calciatore italiano
- Manuel Jiménez Jiménez, calciatore e allenatore di calcio spagnolo
- Manuel Locatelli, calciatore italiano
- Manuel Mijares, cantante messicano
- Manuel Neuer, calciatore tedesco
- Manuel Poggiali, giocatore di calcio a 5 e pilota motociclistico sammarinese

### Variante Manoel

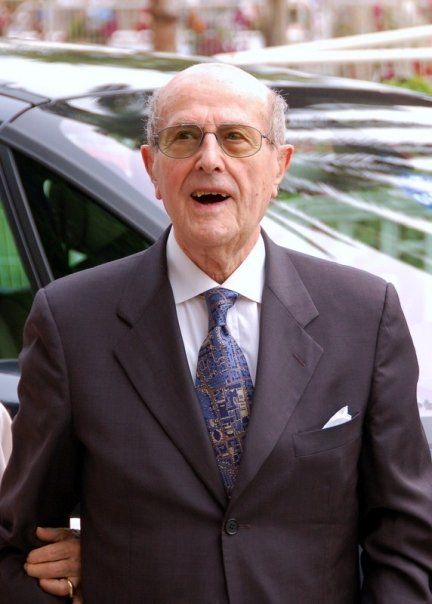
Manoel de Oliveira

- Manoel de Oliveira, regista, sceneggiatore ed editore portoghese
- Manoel Morais Amorim, calciatore brasiliano
- Manoel Raymundo Pais de Almeida, imprenditore, dirigente sportivo e allenatore di calcio brasiliano
- Manoel Messias Silva Carvalho, calciatore brasiliano
- Manoel Tobias, giocatore di calcio a 5 brasiliano

### Variante Manolo
- Manolo, tifoso della Nazionale di calcio della Spagna e del Valencia
- Manolo Blahnik, stilista spagnolo
- Manolo Caracol, cantante e attore spagnolo
- Manolo Cardona, attore e produttore cinematografico colombiano
- Manolo Cintrón, cestista e allenatore di pallacanestro portoricano
- Manolo Escobar, cantante spagnolo
- Manolo Gabbiadini, calciatore italiano
- Manolo Martini, conduttore televisivo italiano
- Manolo Pestrin, calciatore italiano
- Manolo Villanova, calciatore e allenatore di calcio spagnolo

### Variante Manny
- Manny Ayulo, pilota automobilistico statunitense
- Manny Harris, cestista statunitense
- Manny Lagos, calciatore statunitense
- Manny Leaks, cestista statunitense
- Manny Martínez, batterista statunitense
- Manny Pacquiao, pugile e politico filippino
- Manny Ramírez, giocatore di baseball dominicano

### Variante Manu
- Manu Chao, cantautore franco-spagnolo

### Altre varianti
- Nelinho, calciatore brasiliano
- Manel Bosch, cestista spagnolo
- Immanuil Velikovskij, psicologo e sociologo sovietico

## Il nome nelle arti
- Manolo "Manny" Ribera è un personaggio del film del 1983 Scarface, diretto da Brian De Palma.
- Manuel Fantoni è il nome falso adottato da due personaggi principali del film del 1982 Borotalco, diretto e interpretato da Carlo Verdone.
- Manny Garcia è il nome del protagonista della serie animata per bambini Manny tuttofare.
- Emmanuel Goldstein è un personaggio del romanzo di George Orwell 1984.
- Manuel Rugiada è un personaggio della serie televisiva Mario.